# كاسويتسوب
بلدية كاسويتسوب (الجرينلاندية: Qaasuitsup Kommuni، ت.ح. 'موضع الظلام القطبي') كانت إحدى بلديات منطقة الحكم الذاتي جرينلاند التابعة لمملكة الدنمارك، تأسست في 1 يناير 2009، وتم إلغائها في 31 ديسمبر 2017، عاصمتها مدينة إيلوليسات. تم إنشاء بلدية أفاناتا بدلاً عنها.